# Kleine und fragmentarische Historiker der Spätantike
Kleine und fragmentarische Historiker der Spätantike  (Abkürzung KFHist) ist eine Quellenedition spätantiker Geschichtswerke.
Es handelt sich um ein von der Nordrhein-Westfälischen Akademie der Wissenschaften und der Künste betreutes Langzeitprojekt, das auf 15 Jahre (2012–2026) angelegt ist und mit insgesamt 3 Millionen € gefördert wird. Es ist an der Universität Düsseldorf angesiedelt. Im Rahmen dieses Projektes sollen mehrere bislang unzureichend edierte Texte mit deutscher Übersetzung, Einleitung und einem philologisch-historischen Kommentar publiziert werden. Als Arbeitsstellenleiter fungieren Bruno Bleckmann und Markus Stein, die Bände erscheinen im Verlag Ferdinand Schöningh.
Die Quellensammlung soll insgesamt knapp 90 Autoren bzw. anonyme Werke umfassen; der Zeitraum reicht dabei von der Zeit der Reichskrise des 3. Jahrhunderts bis ins 6. Jahrhundert. In diesem Zusammenhang wird das gesamte Spektrum spätantiker Geschichtsschreibung abgedeckt: Sowohl christliche als auch pagane Autoren, (kleinere) vollständig oder nur fragmentarisch erhaltene Werke, aber auch rekonstruierbare Geschichtswerke (wie die Enmannsche Kaisergeschichte) werden berücksichtigt.
Der erste Band mit den Fragmenten der Kirchengeschichte des Philostorgios erschien Ende 2015 und wurde positiv bewertet. Die wissenschaftliche Rezeption der folgenden Bände ist bislang ebenfalls sehr positiv.

## Bände
- Modul A. Historiker der Reichskrise
  - A 1–4, 6–8: Bruno Bleckmann, Jonathan Groß: Historiker der Reichskrise des 3. Jahrhunderts. Band I, Paderborn 2016, ISBN 978-3-506-78490-2 (Asinius Quadratus, Nikostratos von Trapezunt, Philostratos von Athen, Ephoros von Kyme der Jüngere, Eusebios, Eusebius von Nantes, Onasimos/Onesimus).[2]
- Modul B. Kaisergeschichte und Sammelbiographien des 4. und frühen 5. Jahrhunderts
  - B 1: Bruno Bleckmann: Enmannsche Kaisergeschichte. Paderborn 2022, ISBN 978-3-506-70832-8, S. 3–218.
  - B 2: Carlo Scardino, Mehran A. Nickbakht: Aurelius Victor. Historiae Abbreviatae. Paderborn 2021.[3]
  - B 3: Bruno Bleckmann, Jonathan Groß: Eutropius, Breviarium ab urbe condita. Paderborn 2018, ISBN 978-3-506-78916-7.
  - B 4: Mehran A. Nickbakht, Carlo Scardino: Rufius Festus, Breviarium. Paderborn 2022, ISBN 978-3-506-70832-8, S. 219–386.
  - B 5–7: Bruno Bleckmann, Jan-Markus Kötter, Mehran A. Nickbakht, In-Yong Song und Markus Stein: Origo gentis Romanorum – Polemius Silvius – Narratio de imperatoribus. Paderborn 2017, ISBN 978-3-506-78791-0 (Origo gentis Romanorum; Polemius Silvius: Nomina omnium principum Romanorum und Breviarium temporum; Narratio de imperatoribus domus Valentinianae et Theodosianae).
- Modul C. Panegyrische Zeitgeschichte des 4. und frühen 5. Jahrhunderts
  - C 1–21: Bruno Bleckmann, Carlo Scardino: Panegyrische Zeitgeschichte des 4. und 5. Jahrhunderts. Mit einem Beitrag von Johannes Wienand. Paderborn 2023, ISBN 978-3-506-79045-3 (Praxagoras von Athen – Bemarchios – Origo Constantini imperatoris (Anonymus Valesianus I) – Eustochios von Kappadokien – Eutychianos von Kappadokien – Iulianus Imperator (Biblidion) – Kyllenios – Magnus von Karrhai – Philagrios – Seleukos von Emesa – Oreibasios von Pergamon – Kallistion/Kallistos).[4]
- Modul D. Profane Geschichtsschreibung des ausgehenden 4. Jahrhunderts
  - D 1–5:  Bruno Bleckmann, Barbara Court, Antonia Knöpges: Profane Zeitgeschichtsschreibung des ausgehenden 4. und frühen 5. Jahrhunderts. Paderborn 2023 (Virius Nicomachus Flavianus – Epitome de Caesaribus – Sulpicius Alexander  – Renatus Profuturus Frigeridus).
- Modul E. Kirchenhistoriker
  - E 7: Bruno Bleckmann, Markus Stein: Philostorgios, Kirchengeschichte. Ediert, übersetzt und kommentiert. Band 1: Einleitung, Text und Übersetzung; Band 2: Kommentar. Paderborn 2015, ISBN 978-3-506-78199-4.[5]
- Modul F. Griechische Profanhistoriker von Theodosius II. bis Anastasios
- Modul G. Chroniken und Chronikfortsetzungen des 5. und 6. Jahrhunderts
  - G 1–4: Maria Becker, Bruno Bleckmann, Jonathan Groß, Mehran A. Nickbakht: Consularia Constantinopolitana und verwandte Quellen. Consularia Constantinopolitana · Fastenquelle des Sokrates · Berliner Chronik · Alexandrinische Weltchronik. Paderborn 2016, ISBN 978-3-506-78210-6.
  - G 5–6: Maria Becker, Jan-Markus Kötter: Prosper Tiro. Chronik – Laterculus regum Vandalorum et Alanorum. Paderborn 2016, ISBN 978-3-506-78211-3 (Einleitung online).[6]
  - G 7–8: Jan-Markus Kötter, Carlo Scardino: Gallische Chroniken. Paderborn 2017, ISBN 978-3-506-78489-6 (Chronik von 452; Chronik von 511).[7]
  - G 9–10: Jan-Markus Kötter, Carlo Scardino (Hrsg.): Chronik des Hydatius. Fortführung der Spanischen Epitome. Paderborn 2019, ISBN 978-3-506-78915-0 (Hydatius von Aquae Flaviae, Continuatio epitomae Hispanae).
  - G 24–26: Bruno Bleckmann, Barbara Court (Hrsg.): Spanische Geschichtsschreibung des 6. Jahrhunderts. Brill/Schöningh, Paderborn 2025 (Johannes von Biclaro, Maximus von Saragossa/Chronica Caesaraugustana, Heliconius).
- Modul H. Lateinische Profanhistoriker des 5./6. Jahrhunderts
- Modul I. Griechische Profanhistoriker des 6. Jahrhunderts